# Atri
En el marco de la mitología hinduista, Atri es un legendario bardo y erudito, hijo del dios Brahmá. Él es uno de los sapta rishis (siete grandes sabios) en el séptimo manu antara (‘dentro [de un] Manu’, o sea ‘en el lapso que dura la vida de un Manu’).
- atri, en el sistema AITS (alfabeto internacional para la transliteración del sánscrito).
- अत्रि, en escritura devanagari del sánscrito.

## Brahmarshi Atri
El atri-gotra (linaje de Atri) proviene de los hijos del brahmarshi Atri con Anasuia Devi.
Atri fue el vidente del quinto mándala (libro) del Rig-veda.
Tuvo varios hijos: Soma, Datta y Durvāsa, a quienes se creía encarnaciones del trimurti (‘tres formas’) Brahmá, Visnú y Rudra respectivamente.
Estos tres dioses enviaron bendiciones a través de Atri hacia su esposa Anusuia Devi para ayudar a que el Sol saliera por el este todos los días.

### Atri, un sapta rishi
Los hinduistas creen que Atri es la estrella que en Occidente se llama Megrez. Se trata de la δ (delta) —o sea la cuarta estrella— en la constelación de la Osa Mayor.

### Vidente del «Rig-veda»
Atri fue el vidente del quinto mándala (libro) del Rig-veda.
Tuvo varios hijos y discípulos que contribuyeron en la recopilación del Rig-veda y otros textos védicos.

## Hagiografía
Atri Majarishi es uno de los diez hijos mentales del dios creador Brahmá y el primero de los sapta rishis.
La esposa de Atri era Anasuia Devi, la hija de Kardama y la personificación de la castidad.

## Su rol en el Majábharata
Atri aparece en la historia del Majábharata.
En los 18 días de la Batalla de Kurukshetra, el sabio Drona Acharia fue puesto al mando de los ejércitos de los Kaurava, luego de la caída del abuelo Bhismá.
Dronacharia peleó ferozmente. Hubo miles de soldados heridos y muertos. Los gritos de dolor llenaban los cielos, la sangre fluía por el campo de batalla. Los cadáveres se apilaban y proveían de alimento a las aves carroñeras. En esta carnicería, que iba más allá de toda estimación humana, Drona estaba de pie como un héroe enloquecido, o un demonio desatado.
En ese momento, el justo Iudistira —a instancias del rey Krisná— gritó la mentira de que Ashwathama (un elefante nombrado igual que el hijo de Drona) había muerto. Esto puso a Drona completamente fuera de sí. Perdió todo deseo de vivir y se enloqueció de ira. Esto aterrorizó a todos, tanto los de su bando como a sus enemigos.
El sabio Atri se sentía muy preocupado, porque si Drona continuaba esta masacre, la miseria humana y la destrucción entraría en proporciones infernales. Atri (la estrella de la Osa Mayor) bajó hasta el campo de batalla con sus seis estrellas compañeras.
Atri se sintió apenado por Drona y le habló de manera amistosa, consolándolo: «Querido amigo, todo lo que has hecho está en contra del dharma. La mejor prueba de ello es esta guerra en la que te has involucrado. Es suficiente, detente. Para con esta matanza. Tú eres un hombre justo y bueno. Este acto no son acordes con tu estatus. Eres un erudito del vedanta por excelencia. Eres un bráhmana y tienes que practicar el dharma. Estos actos crueles no van contigo. Abandona tus armas, y fija tu mente en el glorioso sanatana dharma. Lamento tanto que hayas sostenido la terrible arma brahmastra! Y lo has hecho contra soldados inocentes. Ponle final a esta matanza insensata».
Cuando Atri dijo esto, Drona Acharia decidió abandonar sus armas y parar de matar. Alejó de sí su carácter iracundo y su sentido de venganza, y su corazón se volvió puro. Se sentó en una postura yóguica y empezó a meditar, sin oír los gritos de dolor y los asesinatos que le rodeaban. ¡Qué gran cambio! Se concentró en el señor Visnú y cerró los ojos para no volverlos a abrir. Abandonó su cuerpo y viajó hacia Visnú. Si Atri no hubiera convencido a Drona, este hubiera destruido a todos en el campo de batalla. Por eso se entiende que la amable naturaleza del sabio Atri ayudó a salvar a muchos hombres.